# Wiatrak koźlak w Mierzynie
Wiatrak koźlak w Mierzynie – wiatrak kozłowy z 1. połowy XIX wieku, znajdujący się przy ul. Weleckiej w Mierzynie w gminie Dobra (Szczecińska), w powiecie polickim (województwo zachodniopomorskie). Obiekt wpisany jest do rejestru zabytków. Jest jedną z najstarszych tego typu budowli w regionie.
Znajdujący się w południowo-wschodniej części Mierzyna wiatrak zbudowano przypuszczalnie na początku XIX wieku. Wzniesiony w całości z drewna, posadowiony został na punktowych, kamienno-ceglanych fundamentach. Na fundamentach ułożone są skrzyżowane podwaliny, ze środkowej części wyrasta pionowy słup usztywniony zastrzałami połączonymi z wykonanym z czterech bali siodłem. Wykonane w konstrukcji szkieletowej ściany obite są deskami. W ścianie wschodniej znajduje się wejście na drugie piętro, w ścianie zachodniej umocowany jest wał ze skrzydłami. Do mocowania skrzydeł wykorzystano elementy metalowe odlane w fabryce Carla Beermanna w Berlinie. Wiatrak nakryty jest dwuspadowym dachem. We wnętrzu zachował się wał do skrzydeł, wał windy oraz kamienny mlewnik.
W 1901 roku wiatrak należał do rodziny Küster. Około 1938 roku przeprowadzono jego remont. Przed 1945 rokiem stanowił własność rodziny Karsunke. Obiekt przetrwał bez zniszczeń okres II wojny światowej. W latach 70. XX wieku wiatrak poddano renowacji, w trakcie której zrekonstruowano jego skrzydła. Kolejna renowacja miała miejsce w 2000 roku. Obiekt znajduje się w rękach prywatnych.